# Marco Calpurnio Bibulo
Marco Calpurnio Bibulo (in latino Marcus Calpurnius Bibulus; 102 a.C. circa – 48 a.C.) è stato un politico romano durante gli ultimi anni della Repubblica nel I secolo a.C.

## Biografia

### I primi anni e il consolato
Membro della plebea gens Calpurnia, Bibulo ricoprì la carica di edile nel 65 a.C. al fianco di Gaio Giulio Cesare, che provvide ad oscurarlo durante l'anno in cui era in carica, in modo particolare nella disposizione dei Ludi Romani.
Essendo eletti entrambi pretori nel 62 a.C., Bibulo e Cesare lavorarono nuovamente a stretto contatto, con il primo che cercò di opporsi al secondo in ogni occasione. Durante il suo mandato Bibulo fu chiamato a sopprimere la ribellione dei seguaci di Catilina tra i Peligni.
Bibulo, sposato con Porcia, la figlia di Marco Porcio Catone Uticense, un altro avversario di Cesare, fu un fermo esponente degli optimates, i quali credevano che il ruolo del Senato fosse usurpato dalle assemblee costituenti a beneficio solo di alcune persone assetate di potere e si posero contro chiunque fosse determinato ad usare le assemblee legislative per riformare lo Stato, tra cui contro lo stesso Giulio Cesare. Poi, a seguito dell'accordo triumvirale del 60 a.C. tra Gneo Pompeo Magno, Marco Licinio Crasso e Giulio Cesare, nel 59 a.C. Bibulo fu eletto console grazie alla fervida compravendita di voti operata da Catone e dagli altri optimates sconfiggendo Lucio Lucceio, il candidato preferito da Cesare.
Bibulo, ormai console nel 59 a.C., pose il veto alla proposta di legge di Cesare di comprare delle terre per i soldati di Pompeo che erano tornati dall'Oriente qualche anno prima e fu sostenuto da Lucullo e Catone. Dopo aver fatto ritardare con successo il passaggio della legge in Senato, Cesare fu costretto a sottoporre la legge al comizio centuriato; ad ogni modo Cesare chiese a Pompeo e Crasso di esprimere la loro personale posizione ed entrambi lo appoggiarono pubblicamente. Lo stesso Pompeo dichiarò che, se fosse stato necessario, sarebbe stato disposto ad intervenire con la forza. Bibulo, d'altra parte, fu abile a ottenere il supporto di tre tribuni della plebe nel tentativo di bloccare il passaggio della legge, tuttavia non riuscirono a risolvere la questione poiché non potevano aiutarlo contro l'opposizione popolare. Bibulo, leggendo gli auspicia nel cielo nei giorni in cui si riunì l'assemblea, fece in modo di trovare presagi non favorevoli che, come prevedeva la legge romana, avrebbero portato allo scioglimento della stessa.
Cesare ignorò questo provvedimento e stabilì il giorno della votazione. Quel giorno Cesare aizzò la folla dal tempio di Castore, mentre Bibulo e i suoi tribuni si dirigevano al foro per denigrare la legge. Aggrediti dalla folla, Bibulo venne gettato dai gradini del tempio ed i due tribuni furono assaliti assieme ai littori. Una volta rialzatosi Bibulo scoprì il collo ed implorò alla folla di essere ucciso, ma fu convinto dai suoi amici senatori ad allontanarsi ed a riorganizzarsi in un tempio vicino; di contro la proposta di legge veniva approvata assieme alla riorganizzazione delle province asiatiche ed alla riduzione delle imposte richieste dagli appaltatori. Il giorno dopo Bibulo entrò in Senato lamentandosi del trattamento subito chiedendo di annullare la legge, ma non gli fu dato ascolto.
Dopo questo episodio Bibulo non prese più parte a nessuna assemblea del Senato lasciando a Cesare il completo controllo del consolato, pur occasionalmente inveendo contro Cesare e Pompeo trascorrendo il resto della sua carica rinchiuso in casa dove si dedicò alla lettura dei segni celesti.. Per il resto dell'anno i seguaci del primo triumvirato continuarono a prendersi gioco di Bibulo e i Romani, che nominavano gli anni in base al nome dei due consoli chiamarono ironicamente il 59 a.C. l'anno di Giulio e Cesare dichiarando che i due consoli erano in realtà "Giulio e Cesare". Bibulo rispose all'insulto chiamando il suo collega "regina della Bitinia" come allusione al presunto affare d'amore con Nicomede IV, re della Bitinia.
Secondo Cicerone, a metà del suo consolato la popolarità di Cesare iniziò apparentemente a entrare in declino, mentre la popolarità di Bibulo era in crescita, per lo più grazie ai pesanti attacchi verso Cesare.
Cercando di causare ulteriori problemi a Cesare e Pompeo affiggendo editti pubblici, Bibulo a luglio di quell'anno spinse affinché le elezioni consolari del 58 a.C. fossero posticipate al 18 ottobre, ma Cesare era convinto che questo rinvio avrebbe suscitato l'ira del popolo. Ad ogni modo ad agosto di quell'anno Bibulo assieme a Lucio Cornelio Lentulo Crure, uno dei candidati al consolato del 58, furono accusati da Lucio Vezio di essere coinvolti in un progetto per tramare contro la vita di Pompeo, ma Bibulo si difese affermando di aver avvisato già il 13 maggio Pompeo della possibilità di un tentativo di assassinio nei suoi confronti. Vezio fu poi ucciso il giorno prima che Bibulo fosse interrogato sul suo possibile coinvolgimento nel progetto e Lentulo non fu eletto quando si svolsero le elezioni posticipate.
Bibulo provò nuovamente a opporsi invano al tentativo di Cesare di ottenere la carica quinquennale di governatore delle province della Gallia Cisalpina e di quella Transalpina, perché si rivelò un oppositore passivo tanto da essere nuovamente respinto da Pompeo e da uno dei consoli designati che supportava la carica di Cesare. Alla fine dell'anno 59 a.C. Bibulo riemerse dal suo ritiro volontario e quando si presentò in assemblea fece il tradizionale giuramento dichiarando di aver fatto il suo dovere durante il suo consolato. Mentre stava cercando di giustificare le sue azioni come console, il nuovo tribuno della plebe Publio Clodio Pulcro, usò il suo potere di veto per proibire a Bibulo di continuare a parlare.

### La guerra civile e la morte
Negli anni cinquanta del primo secolo a.C., Bibulo continuò ad attaccare Pompeo in Senato, incolpandolo degli scontri che ebbero luogo nel 56 a.C. tra Clodio e Tito Annio Milone, fino al punto che Pompeo fu convinto che Bibulo fosse nella schiera di coloro che avevano intenzione di assassinarlo.
Bibulo votò contro la possibilità che a Pompeo fosse concesso di andare in Egitto per riportare sul trono Tolomeo XII.
Tuttavia sul finire degli anni cinquanta, Pompeo era stato cinicamente "abbracciato" dagli optimates, che videro in lui l'unico in grado di fermare Cesare. Come senatore, nel 52 a.C., Bibulo propose una soluzione illegale e anticostituzionale, che il Senato accettò, permettendo a Pompeo di ricoprire la carica di consul sine collega nel 52 a.C. per affrontare la situazione esagitata presente a Roma dopo la morte di Publio Clodio. 

Bibulo fu nominato governatore della Siria nel 51 a.C. Durante questa fase egli oltraggiò l'esercito, reclamando la vittoria ottenuta da Gaio Cassio Longino sui Parti ad Antiochia, per la quale il Senato gli concesse un ringraziamento per venti giorni. Terminata la sua carica di governatore, che aveva esercitato chiudendosi nei propri confini e limitandosi alla semplice amministrazione, tornò in Occidente nel 49 a.C. scoprendo che era scoppiata la guerra civile tra Cesare e Pompeo. Bibulo si schierò con quest'ultimo e fu messo a capo della flotta di Pompeo nell'Adriatico, per assicurare che Cesare e le sue truppe non potessero passare da Brindisi per giungere nell'Epiro.
Abbassando la guardia visto l'arrivo dell'inverno e credendo che Cesare non avrebbe cercato nell'immediato di passare di lì, Bibulo fu colto di sorpresa quando la sera del 6 novembre del 49 a.C., Cesare e la sua flotta attraversarono l'Adriatico giungendo nei pressi di Corfù. Nonostante Bibulo stazionasse a circa cinquanta miglia da quella zona, non aveva inviato esploratori e le sue navi non erano pronte per essere messe in mare, così non riuscì ad intercettare le navi di Cesare. Dopo aver deciso di preventivare l'arrivo di ulteriori navi che potessero rafforzare Cesare ottenendo soltanto un successo, Bibulo procedette a bloccare tutti i porti lungo la costa, sperando di evitare ulteriori passaggi dall'Italia e di lasciare Cesare bloccato nell'Epiro. Determinato nello svolgere al meglio il suo compito, si ammalò prima della fine dell'inverno e morì nei pressi di Corfù nel 48 a.C..